# Miklós Pálffy
Miklós Pálffy, madžarski general, * 1552, † 1600.